# Newbury (Nouvelle-Zélande)
Newbury est une communauté rurale du district de Manawatu dans la région de Manawatū-Whanganui dans le centre de l’île du Nord de la Nouvelle-Zélande

## Situation
Elle est localisée dans la banlieue de Palmerston North.
Elle est incluse dans l’intersection entre la route State Highway 3/S H 3 (en) circulant entre la ville de Palmerston North et celle de Sanson, et la route State Highway 54/S H 54 (en) circulant entre Palmerston North et Feilding.

## Histoire
Le secteur fut colonisé par des fermiers anglais à la fin du XIXe siècle. 
De nombreux colons de la zone, comprenant la famille Gore, venaient de la ville de Newbury dans le Berkshire en Angleterre.
Le « Newbury Country Women's Institute » fut constitué par les femmes de la communauté en 1934. En 2014, il changea son nom pour le « Newbury Women's Institute » et avait 23 membres âgées de 65 à 89 ans.
En 2015, un conducteur fut condamné à un travail pour la communauté après un accident fatal à l’intersection des voies de ‘Newbury et Roberts Lines’.
Le juge nota que les routes du secteur sont très encombrées durant les heures de pointe du fait du nombre important de personnes se rendant tous les jours dans la ville de Palmerston North.

## Éducation
L’école de «Newbury School» est une école publique, mixte, assurant tout le primaire, allant de l’année 1 à 8, avec un effectif de 160 élèves en 2020.
L’école est une école semi-rurale avec un mélange d’élèves de milieu rural et urbain. Une investigation du Sunday Star Times (en) en 2016 trouvait que 39 % d’élèves venant de la zone d’attraction locale de l’école, comparés aux 11 % au niveau national et 22 % du reste de la région de Manawatū-Whanganui.
L’ancienne principale adjointe, Adrienne 'Bud' Christensen, avait écrit un livre pour enfant pour le niveau préscolaire en l’ajustant pour l’arrivée à l’école primaire.
Elle disait que durant sa période d'activité à l’école, elle n’avait pas trouvé de livre qui ‘introduise chaudement les jeunes au goût merveilleux de la lecture dès l’école primaire et qui les aide à s’acclimater à l’environnement de l’école".
L’école était introduite dans un abri pour les weta, dans le bush natif, à l’ombre des arbres et près du jardin des légumes, comme une partie dans le programme de "enviroschools" Conseil régional (en).
L’école prit part à la célébration du Pink Shirt Day (en), une journée annuelle au cours de laquelle les élèves s’habillent en rose pour montrer leur opposition au harcèlement.